# بخارشوی لباس
بخارشوی لباس (انگلیسی: Clothes steamer) ابزاری است که برای از بین بردن سریع چین و چروک‌ها از لباس‌ها و پارچه‌ها با استفاده از بخار دمای بالا استفاده می‌شود. برای مثال می‌توان از آن‌ها برای صاف کردن چین و چروک‌های روی پیراهن‌ها با آزاد کردن کشش در پارچه استفاده کرد تا خودش صاف شود. بخارشوی‌ها همچنین می‌توانند بوها را از بین ببرند.

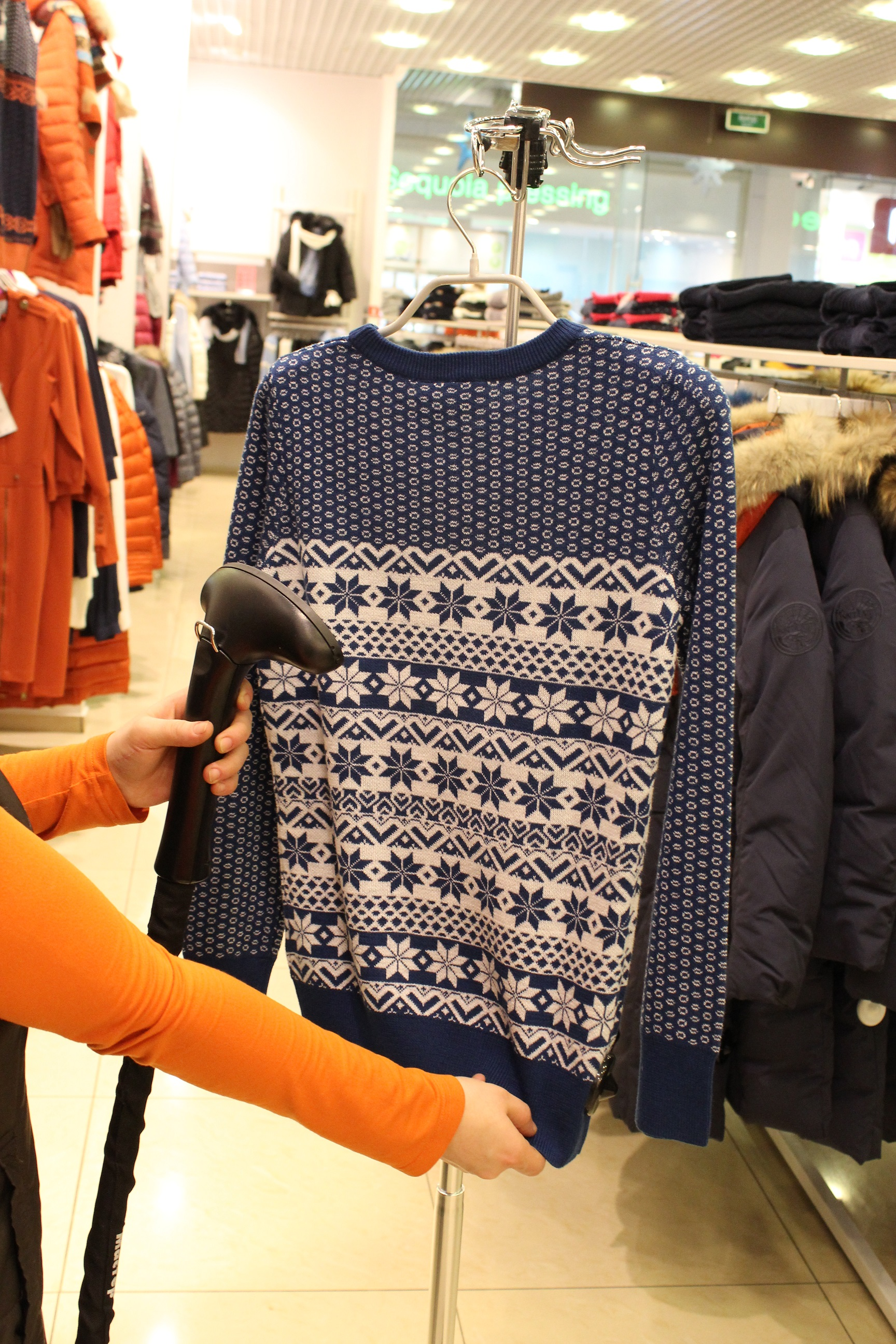
نمایی از یک بخارشوی